# Elecciones estatales extraordinarias de Zacatecas de 2016
Las Elecciones estatales extraordinarias de Zacatecas de 2016 se llevaron a cabo el 4 de diciembre de 2016, y en ellas re renovaron los siguientes cargos de elección popular:
- Ayuntamiento de Zacatecas. Compuesto por un Presidente Municipal y regidores, electos para un periodo de tres años y con opción a ser reelegibles por primera vez en la historia, para el periodo inmediato. La candidata electa fue Judit Guerrero López.

El 5 de junio de 2016, se llevaron a cabo las Elecciones estatales de Zacatecas de 2016, pero el IEEZ anuló la elección en el municipio de Zacatecas.

## Resultados electorales

### Zacatecas
| Partido/Coalición | Partido/Coalición                | Candidato/a                    | Votos | Porcentaje |
| ----------------- | -------------------------------- | ------------------------------ | ----- | ---------- |
|                   | Coalición PAN-PRD-PT             | María Guadalupe Medina Padilla |       |            |
|                   | Coalición PRI-PVEM-Nueva Alianza | Judit Guerrero López Hecho     |       |            |
|                   | Movimiento Ciudadano             | Heladio Verver y Vargas        |       |            |
|                   | Partido Encuentro Social         | Enrique Bernárdez Rayas        |       |            |
|                   | Candidatos No Registrados        |                                |       |            |
|                   | Nulos                            |                                |       |            |
| Total             |                                  |                                |       |            |